# Rena Scheithauer
Rena Scheithauer (* 4. Juni 1958 in Rochlitz, verheiratete Rena Eckart) ist eine ehemalige deutsche Badmintonspielerin.

## Karriere
Das Spiel mit dem Federball erlernte Rena Scheithauer bei ihrem Vater und Trainer Werner Scheithauer in ihrem Heimatort beim dortigen Verein Einheit Dorfchemnitz gemeinsam mit ihrem Bruder Jens Scheithauer. Die Arbeit des Vaters trug bald Früchte: Schon 1970 gewann sie als Elfjährige ihre erste Goldmedaille bei den DDR-Nachwuchsmeisterschaften.
Ihren größten sportlichen Erfolg errang sie jedoch während ihres einjährigen Gastspiels beim Niederlausitzer Traditionsverein Fortschritt Tröbitz. Mit dem Team wurde sie DDR-Vizemeisterin 1975. Nach dem Sportstudium und der Geburt ihrer Kinder Anne und Paul zog sie sich aus dem Leistungssport zurück, um in den 1990ern wieder als Trainerin aktiv zu werden. Nach ihrer Anstellung als Landestrainerin im Land Brandenburg wechselte sie Mitte des ersten Jahrzehnts des neuen Jahrtausends, nun schon qualifizierte A-Trainerin, in den Bayrischen Badmintonverband.
Rena Eckart lebt heute in Rosenheim. Gegenwärtig ist sie im Österreichischen Badminton Verband als Sportkoordinatorin tätig.

## Sportliche Erfolge
| Veranstaltung                    | Saison    | Disziplin   | Platz | Name |
| -------------------------------- | --------- | ----------- | ----- | --- |
| DDR-Einzelmeisterschaft AK 10/11 | 1969/1970 | Mixed       | 1     | Jens Scheithauer / Rena Scheithauer (Einheit Dorfchemnitz)                                                                                         |
| DDR-Einzelmeisterschaft AK 12/13 | 1969/1970 | Mixed       | 3     | Stefan Sühnel / Rena Scheithauer (Motor Hainichen / Einheit Dorfchemnitz)                                                                          |
| DDR-Einzelmeisterschaft AK 10/11 | 1970/1971 | Mixed       | 2     | Jens Scheithauer / Rena Scheithauer (Einheit Dorfchemnitz)                                                                                         |
| DDR-Einzelmeisterschaft AK 12/13 | 1970/1971 | Mixed       | 3     | Jens Scheithauer / Rena Scheithauer (Einheit Dorfchemnitz)                                                                                         |
| DDR-Einzelmeisterschaft AK 10/11 | 1970/1971 | Dameneinzel | 1     | Rena Scheithauer (Einheit Dorfchemnitz) |
| DDR-Einzelmeisterschaft AK 12/13 | 1971/1972 | Mixed       | 1     | Jens Scheithauer / Rena Scheithauer (Einheit Dorfchemnitz)                                                                                         |
| DDR-Einzelmeisterschaft AK 12/13 | 1971/1972 | Dameneinzel | 2     | Rena Scheithauer (Einheit Dorfchemnitz) |
| DDR-Einzelmeisterschaft AK 12/13 | 1971/1972 | Damendoppel | 2     | Rena Scheithauer / Elke Härtwig (Einheit Dorfchemnitz)                                                                                             |
| DDR-Einzelmeisterschaft AK 16/17 | 1972/1973 | Dameneinzel | 3     | Rena Scheithauer (Einheit Dorfchemnitz) |
| DDR-Einzelmeisterschaft AK 16/17 | 1972/1973 | Damendoppel | 3     | Sylvia König / Rena Scheithauer (Einheit Dorfchemnitz)                                                                                             |
| DDR-Einzelmeisterschaft AK 16/17 | 1973/1974 | Dameneinzel | 3     | Rena Scheithauer (Einheit Dorfchemnitz) |
| DDR-Einzelmeisterschaft AK 16/17 | 1973/1974 | Damendoppel | 3     | Sylvia König / Rena Scheithauer (Einheit Dorfchemnitz)                                                                                             |
| DDR-Einzelmeisterschaft AK 16/17 | 1974/1975 | Dameneinzel | 3     | Rena Scheithauer (Einheit Dorfchemnitz) |
| DDR-Einzelmeisterschaft AK 16/17 | 1974/1975 | Damendoppel | 3     | Sylvia König / Rena Scheithauer (Einheit Dorfchemnitz)                                                                                             |
| DDR-Einzelmeisterschaft AK 16/17 | 1974/1975 | Mixed       | 2     | Rainer Sperfeldt / Rena Scheithauer (Gaselan Fürstenwalde / Einheit Dorfchemnitz)                                                                  |
| DDR-Mannschaftsmeisterschaft     | 1974/1975 | Mannschaft  | 2     | Fortschritt Tröbitz (Klaus Katzor, Joachim Schimpke, Roland Riese, Klaus Skobowsky, Harald Richter, Rena Scheithauer, Christine Ober, Carmen Ober) |
| DDR-Einzelmeisterschaft AK 16/17 | 1975/1976 | Mixed       | 2     | Roland Grandner / Rena Scheithauer (Motor Brand-Langenau / Einheit Dorfchemnitz)                                                                   |
| DDR-Einzelmeisterschaft AK 16/17 | 1975/1976 | Damendoppel | 1     | Rena Scheithauer / Ilona Michalowsky (Einheit Dorfchemnitz / Einheit Greifswald)                                                                   |
| DDR-Studentenmeisterschaft       | 1976/1977 | Damendoppel | 2     | Rena Scheithauer / Birgit Harder (HSG DHfK Leipzig)                                                                                                |
| DDR-Studentenmeisterschaft       | 1976/1977 | Dameneinzel | 3     | Rena Scheithauer (HSG DHfK Leipzig) |